# Numerus clausus
Unter Numerus clausus, abgekürzt NC, Synonym Zulassungsbeschränkung, versteht man Einschränkungen der Zulassung an Schulen, Hochschulen und Universitäten.

## Zum Begriff und seiner Bezeichnung
Der Ausdruck kommt von lateinisch numerus für ‚Zahl, Anzahl‘ und clausus für ‚geschlossen‘, und bedeutet zu deutsch etwa ‚beschränkte Anzahl‘. Er bezeichnet die meist kapazitätsbezogene Begrenzung der Zulassung in bestimmten Studienfächern beim Zugang zu einem Studium an einer Universität, einer Hochschule oder an anderen Schulen.
Die Bezeichnung in Bezug auf Höchstzulassungszahlen war bereits vor dem Zweiten Weltkrieg in Gebrauch und wurde damals auch für Höchstzahlen für weibliche oder jüdische Studenten verwendet.
Der Ausdruck wird fälschlich manchmal mit dem Zulassungskriterium (z. B. Notendurchschnitt, Eignungstest) gleichgesetzt. Nicht unter den Begriff fallen Eignungsfeststellungen, wie beispielsweise Tests der körperlichen Leistungsfähigkeit für Sportstudien oder Tests der künstlerischen Begabung für Kunststudien.
Der Terminus Numerus clausus wird über die Bezeichnung von Zulassungsbegrenzung für Studiengänge hinaus auch in den Rechtswissenschaften benutzt: siehe Numerus clausus (Recht).

## Nationales

### Europa
Die europäische Gleichbehandlungspolitik in Bezug auf Studienplatzbewerber aus allen Mitgliedsländern verbietet alle Regelungen, die Werber aus einem Land benachteiligen. So hat der Europäische Gerichtshof (EuGH) Juli 2005 nach einer Klage in Belgien, das einen Numerus clausus nach Herkunftslandprinzip – also einen Nachweis über die faktische Studienzulassung im Heimatland – gegen den französischen Andrang in der Wallonischen Region eingeführt hatte, als Verstoß gegen Unionsrecht verworfen. Diese Regelung gilt nicht für Drittstaaten.

### Deutschland
Laut Artikel 12 Grundgesetz haben alle Deutschen das Recht auf freie Wahl der Ausbildungsstätte und damit auf Zugang zu Hochschulen, sofern die formalen Qualifikationen (Fachhochschulreife, Allgemeine Hochschulreife/Abitur oder in den meisten Fällen auch eine abgeschlossene Berufsausbildung) vorliegen. Übersteigt jedoch in bestimmten Studienfächern die Nachfrage nach Studienplätzen die Kapazität dieser Fächer, können die Bundesländer oder einzelne Hochschulen Zulassungsbeschränkungen beim Zugang zur Hochschule beantragen (siehe hierzu Numerus-clausus-Urteil des Bundesverfassungsgerichts).
Die Studienplatz-Kapazitäten eines Faches werden durch die Hochschule oder von dem zuständigen Landesministerium für die jeweilige Hochschule ermittelt. In diese Kapazitätsberechnung fließen die vorhandenen Personalmittel (verfügbares Lehrpersonal), die sachliche und die räumliche Ausstattung eines Studienfachs ein. Die Kapazitätsberechnung ergibt dann die an einer Hochschule in einem Fach verfügbaren Studienplätze.
Bei Kapazitätsüberschreitung erfolgt eine Auswahl der Bewerber für die verfügbaren Studienplätze, die Auswahlregelungen sind in einem Staatsvertrag der Bundesländer sowie in den Hochschulgesetzen der Bundesländer geregelt. Wesentliches Auswahlkriterium ist zum einen die Durchschnittsnote im Abitur, zum anderen die Wartezeit, die zwischen dem Erwerb der Hochschulzugangsberechtigung und der Bewerbung um den Studienplatz vergangen ist.
Das Bundesverfassungsgericht (BVerfG) entschied mit Urteil vom 19. Dezember 2017 über zwei Richtervorlagen des Verwaltungsgerichts Gelsenkirchen zu der Frage, ob die für die Studienplatzvergabe für das Fach Humanmedizin im Hochschulrahmengesetz (HRG) und in den Vorschriften der Länder zur Ratifizierung und Umsetzung des Staatsvertrages über die Errichtung einer gemeinsamen Einrichtung für Hochschulzulassung vorgesehenen Regelungen mit dem Grundgesetz vereinbar sind. Das BVerfG hält die bundes- und landesgesetzlichen Vorschriften über das Verfahren zur Vergabe von Studienplätzen an staatlichen Hochschulen, soweit sie die Zulassung zum Studium der Humanmedizin betreffen, teilweise für unvereinbar mit dem Grundgesetz. Seit 2020 gilt eine Neuregelung.

#### Örtliche Zulassungsbeschränkungen
Bei Studienfächern, die nur an wenigen Hochschulen angeboten werden, haben diese Hochschulen ebenfalls die Möglichkeiten, ihre Studenten auszuwählen. In den meisten Fällen wenden die Hochschulen die Regelungen an, die auch für das Auswahlverfahren der Stiftung für Hochschulzulassung (SfH), die ehemalige Zentralstelle für die Vergabe von Studienplätzen, gilt. Allerdings haben die Hochschulen auch die Möglichkeiten, weitere Kriterien für die Auswahl der Bewerber heranzuziehen. Dies können sein: Auswahlgespräche, Eignungstests, Berufserfahrung und Praktika, die Gewichtung bestimmter Noten im Abitur.
Zurzeit zeigt sich, dass einige Hochschulen diese erweiterten Möglichkeiten der Bewerberauswahl nutzen und dass die Regelungen von Hochschule zu Hochschule und von Fach zu Fach differieren, so dass die Auswahlregeln für Bewerber immer unübersichtlicher werden. In vielen Fällen ist es daher erforderlich, vor der Bewerbung um einen Studienplatz genaue Informationen bei jeder infrage kommenden Hochschule einzuholen.
Die Vergabeverordnungen für Studienplätze der einzelnen Bundesländer sind die Grundlage für alle Hochschulen des jeweiligen Landes. Aus ihnen ergibt sich das Zulassungsverfahren und die teilweise vorhandenen Einschränkungen der Beteiligung daran. Hierzu gehört u. a. die Einschränkung:
„Wer bei der Bewerbung (…) das 55. Lebensjahr vollendet hat, wird am Vergabeverfahren nur beteiligt, wenn für das beabsichtigte Studium unter Berücksichtigung der persönlichen Situation der Bewerberin oder des Bewerbers schwerwiegende wissenschaftliche oder berufliche Gründe sprechen.“ (gleichlautender § der Vergabeverordnungen u. a. in Bayern, Hessen, NRW, Rheinland-Pfalz, Sachsen). Diese Regelung kann nur für das erste Fachsemester oder sogar auch für konsekutive Aufbaustudien (Master) gelten.
Über die Bewerbungs- und Zulassungsregelungen bei der Aufnahme eines Hochschulstudiums berät die Studienberatung der jeweiligen Hochschule.

#### NC-Werte
Numerus-clausus-Werte – oder besser: die Zulassungsgrenzen – ergeben sich in jedem Verfahren neu auf Grund der aktuellen Voraussetzungen der einzelnen Bewerber. Eine Zulassungsgrenze drückt aus, welche Note (in der Regel Abiturdurchschnittsnote) oder wie viele Wartesemester (Zeiten ohne Einschreibung seit Erwerb der Hochschulzugangsberechtigung) die letzte zugelassene Person aufweist. Hierbei ergeben sich in der Regel drei unterschiedliche Werte, da jeder Bewerber in Wirklichkeit an bis zu drei Zulassungsverfahren (Ranglistenverfahren) teilnimmt:
1. Die ersten 20 % der zur Verfügung stehenden Plätze werden entsprechend der Abiturdurchschnittsnote (Leistungsquote) vergeben.
2. Weitere 20 % der Zulassungen erfolgen nach der Zahl der Wartesemester.
3. Die verbleibenden 60 % können die Hochschulen selbständig nach festgelegten Kriterien verteilen (Auswahlverfahren der Hochschule, AdH). Zulässige Auswahlkriterien sind:
  - Berufspraxis,
  - gewichtete Einzelfachnoten,
  - fachspezifischer Test,
  - Auswahlgespräch,
  - Ortspräferenz
  - sowie Kombinationen dieser Kriterien.

Dabei muss der Abiturdurchschnittsnote aber in jedem Einzelfall maßgebliche Bedeutung zukommen. Wie die Auswahl vorgenommen wird, regeln die Hochschulen in eigenständigen Satzungen. Dabei ergeben sich von Land zu Land und von Hochschule zu Hochschule erhebliche Unterschiede.
Bei den Zulassungsverfahren nehmen in der Regel alle Bewerber an den drei verschiedenen Verfahren teil. Es kann allerdings sein, dass die Hochschulen für das AdH nur eine begrenzte Zahl an Bewerber zulässt. In diesem Fall wird eine Vorauswahl vorgenommen. Die Vorauswahl erfolgt nach zuvor genannten Kriterien. Zusätzlich kann für die Fächer, die am bundesweiten Zuteilungsverfahren teilnehmen, noch die von den Bewerbern angegebene Ortspräferenz für die Teilnahme am AdH maßgeblich sein.
Die Hochschulen sowie viele Institutionen wie die Stiftung für Hochschulzulassung (SfH) bieten auf ihren Internetseiten Informationen zu den jeweiligen Auswahlgrenzen. Dabei werden meist zwei Werte angegeben. Die Angabe „1,9 / 3“ bei der Leistungsquote (s. o. Nr. 1) und dem Auswahlverfahren der Hochschule (s. o. Nr. 3) bedeutet, dass die letzte zugelassene Person eine Abiturdurchschnittsnote von 1,9 und drei Wartesemester aufweist. Dies bedeutet, dass alle Bewerber mit einer besseren Abiturdurchschnittsnote als 1,9 oder einer Note von 1,9 und nachgeordnet gleichzeitig mehr als drei Wartesemestern zugelassen wurden. Die verbleibenden Studienplätze wurden unter den Bewerbern mit Abiturschnitt 1,9 und drei Wartesemestern oft per Losverfahren verteilt.
Bei den Wartesemestern (s. o. Nr. 2) wird zunächst nach Wartesemester sortiert, nachgeordnet nach Note, schließlich nach Loswert. Der Zulassungsrang für die letzte noch zugelassene Person wird bspw. mit „10 / 3,3“ angegeben. Dies bedeutet, dass alle Bewerber mit mehr als zehn Wartesemestern (maximal sind 16 möglich) und dass alle Bewerber mit zehn Wartesemestern und nachgeordnet einer besseren Note als 3,3 einen Studienplatz bekommen. Bei den Kandidaten mit zehn Wartesemestern und einem Notenschnitt von 3,3 entscheidet das Los über die Verteilung der verbleibenden Studienplätze.

#### Wartezeit
Falls man bei einem Studiengang mit NC keine ausreichende Abiturnote hat, kann man – außer in den zentral zulassungsbeschränkten Studiengängen Medizin, Pharmazie, Tiermedizin und Zahnmedizin – auch auf einen Studienplatz warten.

„hochschulstart.de berechnet die Wartezeit nach der Zahl der Halbjahre, die seit dem Erwerb Ihrer Studienberechtigung verstrichen sind (abzüglich ‚Parkstudienzeiten‘). Entgegen weit verbreiteter Meinung gibt es keine ‚Warteliste‘, in der Sie sich eintragen müssen. Ihre Wartezeit wird zu jedem Semester neu berechnet, zu dem Sie sich bewerben. Auch wer sich zwischenzeitlich einmal nicht beworben hat, erhält dafür sein Halbjahr Wartezeit. Wer beispielsweise nach dem Abitur zuerst eine Berufsausbildung absolviert und sich am Ende der Ausbildung zum ersten Mal um einen Studienplatz bewirbt, bekommt die entsprechende Anzahl von Semestern als Wartezeit angerechnet. Das gleiche gilt für Auslandsaufenthalte oder einen ‚Dienst‘ (Wehrdienst, Zivildienst, freiwilliges soziales oder ökologisches Jahr). Wer ausreichend lange gewartet hat, kommt auch in den NC-Fächern mit Sicherheit zum Studienplatz.“

Von den ermittelten Wartesemestern werden die Zeiten abgezogen, in denen man an einer staatlichen oder staatlich anerkannten deutschen Hochschule eingeschrieben war. Solange man nicht an einer deutschen Hochschule eingeschrieben ist, zählt die Zeit als Wartezeit.
Oft wird diese Zeit genutzt, um berufliche Erfahrungen zu sammeln. Beispielsweise wird vor dem Medizinstudium oftmals eine Ausbildung zum Gesundheits- und Krankenpfleger, Rettungsassistenten oder Medizinischen Dokumentar absolviert.

#### Unabhängigkeit von Notendurchschnitt und Wartezeit
Nicht richtig ist die Annahme, durch Akkumulation von Wartezeit die eigene Abiturnote verbessern zu können. Eine Verbesserung der Abiturnote kann nur mittels Nachteilsausgleich (Härtefall) erwirkt werden. Im SfH-Verfahren sind die Quoten für „Wartezeit“ und „Notendurchschnitt“ unabhängig voneinander, d. h. eine längere Wartezeit verbessert nur die Position in der Quote der Bewerber nach der angesammelten Wartezeit.

### Österreich
Die Grundlage für den uneingeschränkten Zugang von Ausländern zu österreichischen Universitäten wurde 1848 geschaffen, als im Zusammenhang mit der Gewährung der Lehr- und Lernfreiheit das (ab 1825 gewisse Ausnahmen kennende) Verboth des Besuches inländischer Lehranstalten durch Ausländer entfiel. Das Verbot für Österreicher, im Ausland zu studieren, wurde im selben Zug aufgehoben.
Nach einem Urteil des Europäischen Gerichtshofs von 2005 hat Österreich EU-Recht verletzt, indem es von EU-Ausländern verlangte, dass sie eine Zulassung zum Studium im Land ihrer Staatszugehörigkeit nachweisen, um in Österreich zum Studium zugelassen zu werden.
In der Folge erließ die österreichische Gesetzgebung in mehreren Fächern, darunter Human-, Zahn- und Veterinärmedizin, eine Quotenregelung, wonach 75 Prozent der Studienplätze Studienanfängern mit österreichischem Maturazeugnis vorbehalten sind, weitere 20 Prozent Bewerbern mit einem EU-Reifeprüfungszeugnis und 5 Prozent der Studienplätze Nicht-EU-Bewerbern gewährt werden. Auch wurde die Möglichkeit eingeführt, „durch Verordnung eine Zahl an Studienplätzen für Studienanfänger fest[zu]setzen und die Rektorate [zu] ermächtigen, ein qualitatives Aufnahmeverfahren festzulegen, wenn durch die erhöhte Nachfrage ausländischer Staatsangehöriger die Studienbedingungen in diesen Studien unvertretbar sind“ (§ 124b Z.6). Der Europäische Gerichtshof erlaubte Österreich die Quote 2017 in Bezug auf das Medizinstudium, da Österreich habe nachweisen können, dass die Inländerquote nötig sei, um einem nationalen Medizinermangel entgegenzuwirken. Die Quote für das Zahnmedizinstudium wurde jedoch für unzulässig erklärt. Die Inländerquote für das Zahnmedizin-Studium war bis zum Studienjahr 2019/20 aufzuheben.
An der Medizinischen Universität Wien und der Medizinischen Universität Innsbruck wurde ab dem Studienjahr 2006/07 ein gemeinsames Aufnahmeverfahren eingeführt. Alle, die entweder ein Human- oder Zahnmedizinstudium an einer der beiden Universitäten beginnen wollen, müssen sich dem Eignungstest für das Medizinstudium (EMS) stellen, der gemeinsam mit der Schweiz durchgeführt wird und die Fähigkeiten der Teilnehmer zum Wissenserwerb bewerten und daraus die Studieneignung ableiten soll. Seine Aussagekraft gilt als hoch.
Die Medizinische Universität Graz führte ein eigenes Zulassungsverfahren ein, welches sich aus einer Wissensprüfung des Maturastoffes in mathematisch-naturwissenschaftlichen Fächern und einem Test der sprachlichen Fähigkeiten zusammensetzt. Wissensprüfungen werden im Allgemeinen nicht zur Hochschulzulassung verwendet, weil davon ausgegangen wird, dass sie die Matura abwerten, und weil sie das Potential zum Erwerb neuen Wissens und Könnens weniger deutlich erfassen als speziell zu diesem Zweck konstruierte Tests wie der Eignungstest für das Medizinstudium (EMS). Dementsprechend können die Bildungserfahrungen der Testteilnehmer und von ihnen betriebene extensive Vorbereitung auf den Auswahltest (beispielsweise durch Trainingskurse, übermäßiges Lernen usw.) die Voraussagen, die das Zulassungsverfahren in Hinblick auf den Studienerfolg der Teilnehmer trifft, verfälschen. Dieses Problem zeigt sich aber auch bei Fähigkeitstest wie dem EMS, allerdings sind hier die durch gezielte Vorbereitung erzielbaren Trainingsgewinne deutlich geringer.
Seit 2013 gibt es an allen Medizinischen Universitäten ein einheitliches Aufnahmeverfahren.
2020 evaluierte das Institut für höhere Studien die Zugangsbeschränkung. Die Erfolgsquote in den Fächern war höher, die Prüfungsaktivität stieg, die Anzahl der Abschlüsse jedoch nicht. Das Aufnahmeverfahren wirkt als sozialer Filter. Beispielsweise in Medizin waren ohne Zugangsbeschränkung 30–35 % der Studenten aus Familien von Nicht-Akademikern, mit Zugangsbeschränkung nur mehr 20–25 %. Es wird geschlossen, dass „die oft geäußerte Vermutung, durch Aufnahmeverfahren mit selektivem Test würden jene nicht zugelassen, die ohnehin nicht erfolgreich gewesen wären, nicht bestätigt werden kann“.

### Schweiz

#### Universitätssektor
In der Schweiz gibt es seit 1998 einen Numerus clausus für Studenten der Medizin (Humanmedizin seit 1998, Veterinärmedizin seit 1999, Zahnmedizin seit 2004) für die Universitäten Basel, Bern, Fribourg und Zürich, die einen gemeinsamen Zulassungs-Pool bilden. In Neuenburg, Lausanne und Genf ist der Zugang im ersten Jahr unbeschränkt, es wird allerdings eine verschärfte inneruniversitäre Selektion durch die Prüfung nach dem ersten Jahr vorgenommen.
Informationen zum Numerus clausus in der Medizin und die jeweils jährlich verfügbaren Studienplatz-Kapazitäten veröffentlicht die Rektorenkonferenz der Schweizer Universitäten. Ab 2007 werden die Kapazitäten nur noch für den die Universitäten im NC-Pool angegeben. Bis Februar muss eine Anmeldung bei der CRUS erfolgen.
Der Numerus clausus wird aktiv, sobald die Zahl der Anmeldungen 120 % der verfügbaren Studienplätze übersteigt. Dieser Entscheid wird jährlich Anfang März durch die Schweizerische Universitätskonferenz getroffen.
Als Zulassungskriterium für den NC wird der Eignungstest für das Medizinstudium eingesetzt. Der Test beinhaltet wesentlich mehr Fragen, als in der vorgegebenen Zeit gelöst werden können, und die Kandidaten, welche am besten abschnitten, erhalten einen Studienplatz. Wer im vorherigen Jahr am Test teilgenommen hat, kann auf die Wiederholung des Tests verzichten und den letztjährigen Testwert übertragen lassen. Der Testwert wird aus dem Punktwert durch Standardisierung auf den jährlichen Mittelwert und die Standardabweichung berechnet und liegt zwischen 70 und 130 (Mittelwert 100). Dadurch sind Testwerte dann zwischen den Jahren übertragbar. Zusätzlich entscheidet bei Testwertgleichheit ein mittlerer Rangplatz über die einzelnen Untertests, falls nicht alle Personen mit dem Testwert einen Platz erhalten können.
Effektiv werden aber auch zirka 120 % der verfügbaren Studienplätze verteilt, um Rückzüge (Nichtantritte zum Studium) auszugleichen. Besonders Umleitungen an eine andere Universität führen zu solchen Rückzügen – die präferierten Studienorte werden den Personen in der Reihenfolge nach der Höhe des Testwertes angeboten (hohe Testwerte gewährleisten also auch ein Studium am gewünschten Ort).
In anderen populären Studiengängen wie Psychologie, Publizistik, Pflege- und Sportwissenschaften kann es wegen beschränkter Studienplätze je nach Universität auch Eignungsprüfungen geben.
Außerdem wurde schon 2008 speziell für deutsche Studenten, um der auch in der Schweiz prekären Deutschenschwemme Herr zu werden, der in der EU untersagte Numerus clausus nach Herkunftsland eingeführt, die Regelung wurde vom CRUS für 2011/12 schweizweit vereinheitlicht: Deutsche Studenten müssen prinzipiell einen Nachweis über einen Studienplatznachweis erbringen, wobei Zürich und Bern einen Abiturnotendurchschnitt von 2,0, übrigen Unis der Schweiz 2,5 voraussetzen.
Daneben gelten Zugangsbeschränkungen in Fächern mit Kapazitätsengpässen (wie Psychologie, Medienwissenschaften, Biologie, Pharmazie), obligatorisch Studienplatznachweis an der Università della Svizzera italiana (USI), Sonderregelungen an der ETH Zürich und der EPF Lausanne, und die Universität St. Gallen steuert über Aufnahmeprüfungen eine Quote von 25 %.

#### Fachhochschulsektor
An der Zürcher Hochschule für Angewandte Wissenschaften (ZHAW) ist aktuell für den Studiengang in Angewandter Psychologie ein Numerus clausus erforderlich. Die Eignung der Bewerber für diesen Studiengang wird in einem zweistufigen Einzelassessment geprüft. Die besten 100 Kandidaten erhalten einen Studienplatz (50 Studienplätze für den Vollzeitstudiengang und 50 Studienplätze für den Teilzeitstudiengang) zugesprochen. Es besteht die Möglichkeit – im Falle von Abmeldungen oder Verhinderung der Studierenden, nachzurutschen, und es wird eine Warteliste geführt.

#### Numerus clausus an Gymnasien
Im Jahre 2004 führte der Kanton Graubünden für alle Aufnahmeprüfungen an den Gymnasien einen versteckten Numerus clausus ein, d. h. anstatt Notenschnitte oder Punktzahlen festzulegen, mit denen man die Prüfung bestand, erstellte man eine Rangliste und nahm, gemäß Rang, nur eine bestimmte Anzahl auf. Mit dieser Maßnahme versuchte man wegen finanzieller Schwierigkeiten die Anzahl der Gymnasiasten um zehn Prozent zu reduzieren. Diese Einschränkung war für die Jahre 2004–2007 geplant.
Ein Jahr später zog der Kanton Glarus nach, indem er definitiv aber nur für das Untergymnasium (6. und 7. Schuljahr) Zulassungsbeschränkungen beschloss. Er beschränkte die Anzahl Aufzunehmender auf 44, auch wenn einige Kandidaten in der Prüfung die üblicherweise geforderten 27 Punkte oder mehr erreichten. Selektion nach Rang, natürlich. Aufnahmereglement Art. 8a.
Eine eigentlich erfolgreiche Kandidatin erhob Beschwerde dagegen und zog die Klage bis vor das höchste Schweizer Gericht. Das Schweizer Bundesgericht entschied in seinem Urteil vom 14. März 2006, dass ein solcher Numerus clausus nicht rechtens sei. Die Einführung eines Numerus clausus bedürfe grundsätzlich einer Verankerung auf der Stufe des formellen Gesetzes.